# Дружиновићи
Дружиновићи су насељено мјесто у општини Прозор-Рама, Босна и Херцеговина.

## Становништво
|         | 2013.        | 1991.        | 1981.        | 1971.        |
| Укупно  | 158 (100,0%) | 125 (100,0%) | 178 (100,0%) | 189 (100,0%) |
| Хрвати  | 116 (73,42%) | 58 (46,40%)  | 88 (49,44%)  | 103 (54,50%) |
| Бошњаци | 42 (26,58%)  | 67 (53,60%)1 | 90 (50,56%)1 | 86 (45,50%)1 |

1. 1 На пописима од 1971. до 1991. Бошњаци су пописивани углавном као Муслимани.